# Bellavista, Acatlán de Juárez
Bellavista är en ort i Mexiko.   Den ligger i kommunen Acatlán de Juárez och delstaten Jalisco, i den centrala delen av landet, 500 km väster om huvudstaden Mexico City. Bellavista ligger 1 404 meter över havet och antalet invånare är 6 884.
Terrängen runt Bellavista är kuperad åt nordost, men åt sydväst är den platt. Runt Bellavista är det ganska tätbefolkat, med 149 invånare per kvadratkilometer. Närmaste större samhälle är Santa Cruz de las Flores, 14,9 km öster om Bellavista. Omgivningarna runt Bellavista är en mosaik av jordbruksmark och naturlig växtlighet.